# Mark Collie
George Mark Collie (Waynesboro, 18 gennaio 1956) è un cantante, chitarrista e attore statunitense.

## Biografia
Collie nacque a Waynesboro, in Tennessee, in una famiglia numerosa. Imparò a suonare il pianoforte e la chitarra molto presto, e fondò il suo primo gruppo musicale all'età di dodici anni.
Più tardi, lavorò come disc jockey. Fece anche un tentativo per entrare nella United States Army, ma non fu accettato per il suo diabete.
Collie cominciò la sua carriera come musicista all'inizio degli anni ottanta, ma firmò un contratto con la MCA Records solo nel 1989, pubblicando l'album di debutto, Hardin County Line, l'anno seguente.
L'album che ebbe maggior successo nella sua carriera fu Mark Collie, pubblicato nel 1993, nel quale furono inclusi i singoli Even the Man in the Moon Is Crying e Born to Love You, che quell'anno raggiunsero rispettivamente il 5# e il 6# posto nella classifica country del paese. In seguito solo altri due album
Inoltre è apparso in alcuni episodi di serie televisive quali JAG - Avvocati in divisa, e Walker Texas Ranger, ma anche in film come Fire Down Below - L'inferno sepolto e The Punisher.

## Discografia

### Album
- 1990: Hardin County Line
- 1991: Born & Raised in Black & White
- 1993: Mark Collie
- 1994: Unleashed
- 1995: Tennessee Plates
- 1998: Even the Man in the Moon Is Cryin

### Singoli
- 1990: Something with a Ring to It
- 1990: Looks Aren't Everything
- 1990: Hardin County Line
- 1992: She's Never Comin' Back
- 1993: Born to Love You
- 1993: Shame Shame Shame Shame
- 1993: Something's Gonna Change Her Mind
- 1994: Unleashed
- 1995: Hard Lovin' Woman
- 1995: Tennessee Plates
- 1996: Love to Burn
- 1997: Rapid Roy (The Stock Car Boy)

## Curiosità
- La sera del 19 luglio 2007 Collie fu arrestato a Nashville, con l'accusa di aver guidato sotto l'effetto di bevande alcoliche. In seguito fu scagionato da tale accusa.